# Калиновка (Башмаковский район)
Калиновка — посёлок в Башмаковском районе Пензенской области России. Посёлок входил в состав Сосновского сельсовета. С 15 мая 2019 года в составе Знаменского сельсовета.

## География
Расположено в 1 км к югу от центра сельсовета села Сосновка, на реке Ушинка.

## Население
| 2010 |
| ---- |
| 9    |

## История
Основан в 1-й половине XIX века. В 1920-е годы центр одноименного сельсовета. В середине 1950-х посёлок бригада колхоза имени Маленкова, а в 1980-е годы отделение совхоза «Ольшанский».